# Indoleon
Indoleon é um género de formiga-leão pertencente à família Myrmeleontidae.
As espécies deste género podem ser encontradas na Ásia Central.
Espécies:
- Indoleon audax (Walker, 1853)
- Indoleon barbarus (Walker, 1853)
- Indoleon fluctosus Yang et al., 1988
- Indoleon infestus (Walker, 1853)
- Indoleon longicorpus Yang, 1986
- Indoleon sinensis (Banks, 1940)
- Indoleon tácito (Walker, 1853)
- Indoleon vartianorum (Hölzel, 1972)